# Remparts de Vitré
Les remparts de Vitré sont les fortifications érigées entre les XIIIe et XVIIe siècles pour protéger la ville bretonne de Vitré dans le département d'Ille-et-Vilaine en France. Ils couvrent une superficie de 8 hectares avec une longueur de 500 m de long et 200 m de large. Les fortifications du XIIIe siècle sont les mieux conservées de Bretagne.

## Situation
Les remparts suivent les contours de l'éperon rocheux où est construit le château et le Vieil Bourg, noyau urbain en développement autour de l'Église Notre-Dame. La construction des remparts s'est faite en fonction des atouts et contraintes défensifs du relief.
La ville est située sur un plateau aux vallées très encaissées. Au nord coule le fleuve Vilaine où existait un étang, des marécages et un talus  très escarpé d'une trentaine de mètres de hauteur. Les vues sur le coteau qui fait face étaient excellentes. Au Sud, la dépression créée par le ruisseau Vernouzet était une protection supplémentaire. La fragilité défensive se trouvait à l'est, sur l'axe vers Laval et la France, le plateau se prolongeant sans être interrompu par une barrière naturelle.
Vitré se situe dans le Massif armoricain, à l'interface de zones de grès beige, et de schistes (argilites, siltites noires micacées, localement à oolites ferrugineuses). Les remparts sont construits avec ces matériaux disponibles sur place. En conséquence, l'exploitation de la roche a permis de créer des fossés conséquents au sud et à l'est de la ville close de l'ordre de 12 m de profondeur et d'une largeur de 20 m. Un petit supermarché de la rue de la Borderie dispose de deux niveaux de sous-sol jusqu'au niveau des anciens fossés et illustre encore ces dimensions. L'inventaire de la Baronnie de Vitré en 1681 témoigne de la présence de sources et de fontaines dans les douves, exploitées par les habitants des faubourgs pour la lessive, les vergers et les jardins.

## Historique
Avant la construction des remparts, la ville était peu dense et relativement étendue.
Ni la forme du tissu urbain, ni le tracé des voies, ni l'installation des édifices religieux ne permettent d'admettre l'existence de fortifications avant le XIIIe siècle.

### L'enceinte d'André III
André III, baron de Vitré, fait construire les fortifications. Il est le beau-frère du duc de Bretagne et a participé aux croisades.
Cette seule et unique enceinte urbaine a été construite dans les années 1220 à 1240. Elle est construite suivant le modèle des remparts sous Philippe-Auguste, roi de France. André III est alors en conflit avec le duc de Bretagne. Il se rallie au système défensif du royaume de France.
Les travaux entrepris pour le creusement des fossés a nécessité la destruction de vingt-quatre maisons ainsi que le transfert des hôpitaux Saint-Nicolas et Saint-Yves, hôtel-Dieu de la ville, dans le bourg du Rachapt sur la route de Saint-Malo. Pour la construction, le schiste luisant venant des fossés est exclusivement utilisé sous forme de moellons. Seuls les ressauts sont en grès de Vitré et de couleur beige.
Les tours disposent d'archères à embrasement simple sous linteaux avec ou sans arc de décharge en plein cintre. Les accès sont des portes à sas comportant vantaux, assommoir ou herses.

### Les modifications du XVesiècle
Au XVe siècle, François II duc de Bretagne, est en conflit avec le royaume de France. Il sera acté de renforcer la défenses des fortifications des villes bretonnes. Pour cela, la technique utilisée est de chemiser les murailles pour qu'elles puissent résister à l'artillerie à poudre.
En 1465, les travaux commencent sur les trois portes d'accès, la Tour de la Bridole et les fausse-braies, les courtines sont rehaussées de 3 m. La porte d'En Haut se dote de mâchicoulis et se voit protégée par un boulevard en éperon avec pont-levis. La porte d'Embas disposait également d'une barbacane actuellement matérialisée au sol à la suite des fouilles archéologiques précédant les importants travaux d'aménagement de la place Saint-Yves en 1998. Deux tours sont construites à l'arrière de la barbacane dont subsiste une cheminée suspendue ainsi qu'une casemate de boulevard située dans les toilettes du restaurant.
En 1487, les tours des Claviers et Gâtesel sont à leur tour renforcées chacune par une tour à canon en fer à cheval sur le modèle de places fortes bretonnes comme les tours Surienne et Raoul à Fougères, la tour Bilouanne à Saint-Malo et encore comme sur les remparts de Dinan ou Guérande. Le chemin de ronde de la muraille sera équipé de six guérites côté sud.

### Les renforcements duXVIesiècle
En 1582, Philippe Emmanuel de Lorraine-Vaudémont, duc de Mercœur et de Penthièvre, devient gouverneur de Bretagne. Vitré est une des seules cités huguenote du Duché. Les protestants se trouvent dans la ville close quand les catholiques sont chassés vers les faubourgs de la ville. Sous le commandement du Duc de Mercœur, les catholiques vitréens font appel à 53 paroisses du Pays de Vitré pour faire le siège de la cité. Ce dernier débute le 23 mars 1589 pour une durée de cinq mois. À l'angle nord-est des fortifications, trois tours de l'enceinte dont la Tour de la Fresnaye sont alors détruite et remplacée par la tour dite « Rompue ».
Par suite, en 1591, un éperon et contrescarpe en pierre de schiste est bâti au niveau de la rue de l'Éperon, la promenade du Val, la rue du Val Cantache et l'accès vers le Pont Marin et toujours visible de nos jours.

### Les destructions duXIXesiècle
Dans la première moitié du XIXe siècle, une ville moderne se développe au sud des remparts et les élus de Vitré souhaitent connecter la ville close aux nouveaux quartiers.
Ainsi, entre 1832 et 1846, le conseil municipal de l'époque prend la décision de détruire les tours des trois portes d'entrée de la ville close (En Haut en 1834, Gâtesel en 1838 et porte d'Embas en 1846). Avant l'arrivée de la gare en 1857, Vitré connaîtra également son haussmannisation avec le percement de voies dans son centre médiéval (Rue Garangeot, Bertrand d'Argentré, Borderie et Boulevard Saint-Martin), ce qui aura pour conséquence de faire disparaître la quasi-totalité des remparts sud.
La partie qui subsiste aujourd'hui se trouve dans une zone peu propice au développement urbain, ce qui permit de sauver une bonne partie des fortifications. Paradoxalement, une partie des remparts de la Place Saint-Yves et le château de Vitré ont été reconstruits durant cette période, parce que le mouvement du Romantisme a redonné de l'intérêt au patrimoine ancien.

### Les récentes rénovations et mise en valeur
En 1994, sur une superficie totale de 32 hectares, le centre historique et les faubourgs médiévaux sont classés site patrimonial remarquable, anciennement secteur sauvegardé. La protection est alors maximale et toutes les modifications ne sont possibles que par l'avis de l'État représenté par l'Architecte des Bâtiments de France. Seules quelques tours étaient déjà inscrites aux titres des Monuments Historiques (tour des Prisonniers, tour de la Bridole et porte d'Embas) avant que l'ensemble de l'enceinte urbaine fortifiée soient inscrite le 15 janvier 2014.
En 1987, la tour des Claviers est découverte lors de la construction d'un immeuble de la rue de la Borderie. Le bâtiment a dû se surélever afin de laisser apparente cette imposante tour sur quoi reposent les fondations dudit immeuble.
Une partie des remparts au Nord est rénovée dans le cadre de l'opération de réhabilitation du prieuré Notre-Dame de Vitré situé au-dessus en vue de l’installation de la Maison des Cultures du Monde (Centre français du patrimoine culturel immatériel). Cette partie est reconnaissable par un enduit de chaux recouvrant totalement le mur par l'application d'une théorie selon laquelle les murs étaient totalement recouverts d'un enduit protecteur et ne laissant pas entrevoir l'appareillage. Le résultat n'est pas très heureux et est totalement différent de la restauration de 2016 sur la poterne Saint-Pierre toute proche qui elle est jointoyée. À cela s'ajoutent les matérialisations au sol des fondations des anciens remparts disparus, notamment au droit des portes d'En Haut (carrefour rue de la Bridole et rue Notre-Dame) et d'Embas sur la place Saint-Yves réalisées lors des aménagements de voirie. Pour finir, la tour de la Bridole est rénovée en 2012 et se voit coiffée d'une toiture en poivrière comme à l'origine.
Durant les années 2015-2020, une opération de rénovation massive des remparts est en cours le long de la promenade du Val, ce qui marque un certain renouveau des fortifications de la ville dans un souci de conservation, d'identité urbaine et d'attrait touristique.

## Plan détaillé
Les remparts étaient composés d'une quinzaine de tours et étaient percés de trois portes : la porte d'En-Haut à l'est vers la France, la porte d'En-Bas à l'ouest vers Rennes et de la porte Gâtesel au sud vers Châteaubriant. Par ailleurs, deux poternes permettaient l'accès aux piétons. Il s'agissait de la poterne Saint-Pierre sur la place Notre-Dame, face à l'église éponyme et une autre poterne au château.

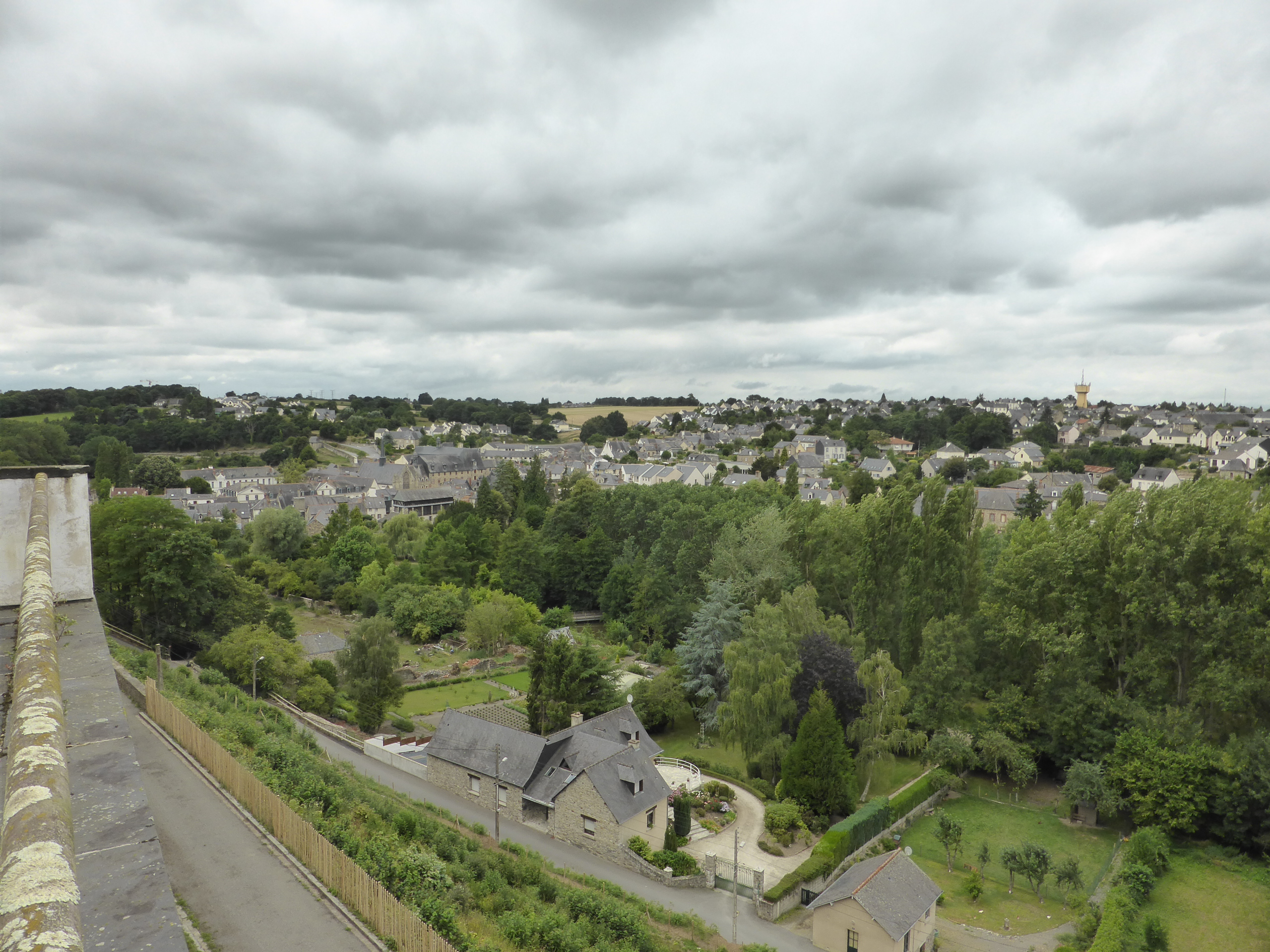
La vallée de la Vilaine et le talus au premier plan vus depuis le haut de la tour aux Chèvres.

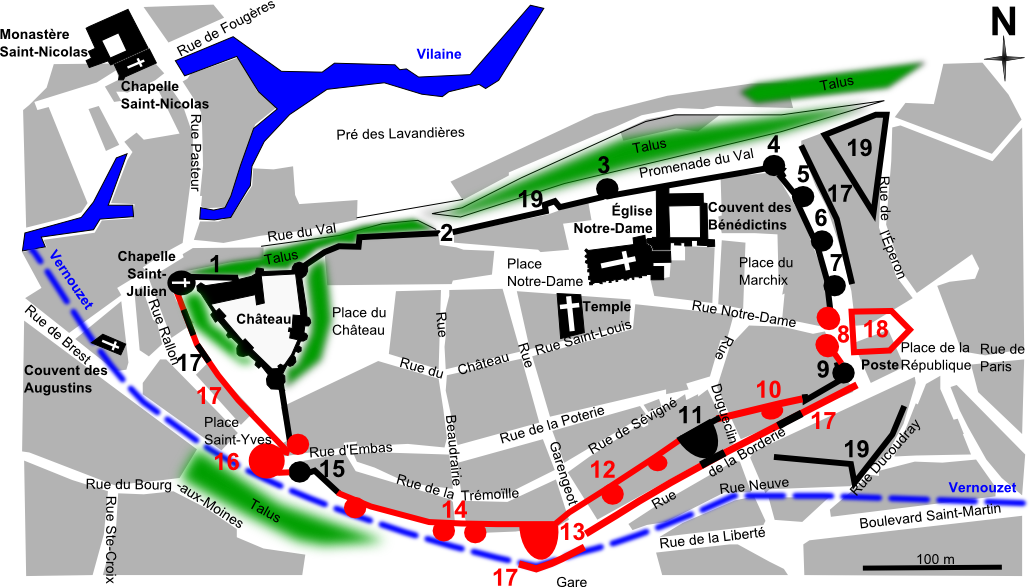

| Plan détaillé des remparts et de l'intramuros de Vitré                               |                                                                                         |
| Éléments subsistants                                                                 | Éléments disparus                                                                       |
| 1 : Chapelle Saint-Julien (extrémité Ouest du promontoire) et Fausse-Braie (au Nord) |                                                                                         |
| 2 : Poterne Saint-Pierre (ou du Val, ou Bel-Hôte ou encore poterne aux Chevaux)      |                                                                                         |
| 3 : Tour aux Chèvres                                                                 |                                                                                         |
| 4 : Tour Rompue ou tour de la Fresnaye                                               |                                                                                         |
| 5 : Tour du Géomètre                                                                 |                                                                                         |
| 6 : Tour Doré                                                                        |                                                                                         |
| 7 : Tour des Prisonniers Inscrit MH                                                  |                                                                                         |
|                                                                                      | 8 : Porte d'En Haut (matérialisée entre la rue Notre-Dame et la place de la République) |
| 9 : Tour de la Bridole ou tour du Coin ou tour du Marché Inscrit MH                  |                                                                                         |
|                                                                                      | 10: Demi-tours                                                                          |
| 11: Tour des Claviers                                                                |                                                                                         |
|                                                                                      | 12: Tour de Sévigné                                                                     |
|                                                                                      | 13: Porte Gâtesel (dont la grosse tour Gâtesel située à l'Ouest de la rue Garengeot)    |
|                                                                                      | 14: Tour de Beaucé ou du Fer à Cheval                                                   |
| 15: Porte d'Embas (tour Sud) Inscrit MH                                              | 15: Porte d'Embas (Tour Nord)                                                           |
|                                                                                      | 16: Barbacane (matérialisée sur la place Saint-Yves)                                    |
|                                                                                      | 17: Contrescarpe (quelques éléments subsistent autour du parking rue Rallon)            |
|                                                                                      | 18: Barbacane                                                                           |
| 19: Éperon                                                                           |                                                                                         |

| Numéro | Nom                                | Localisation                                            | Construction                        | Destruction | Commentaires / origine | Image |
| ------ | ---------------------------------- | ------------------------------------------------------- | ----------------------------------- | ----------- | --- | ----- |
| 1      | Fausse-braie                       | Rue Pasteur-rue du Val                                  | XVe siècle                          |             | Protégeait la façade Nord et la tour de Montafilant à l’extrémité Ouest du promontoire rocheux. Présence de chambres à feu.                               |       |
| 2      | Poterne Saint-Pierre               | Rue du Val-Promenade du Val                             | XIIIe siècle                        |             | Petite porte qui permettait aux habitants du château de sortir ou rentrer à l’insu de l’assiégeant.                                                       |       |
|        | Éperon                             | Promenade du Val                                        | Fin du XVe siècle                   |             | |       |
| 3      | Tour aux Chèvres                   | Promenade du Val                                        | XIIIe siècle                        |             | |       |
| 4      | Tour Rompue ou tour de la Fresnaye | Promenade du Val                                        | XIIIe siècle, fin du XVe siècle     |             | |       |
| 5      | Tour du Géomètre                   | Promenade du Val                                        | XIIIe siècle                        |             | |       |
| 6      | Tour Doré                          | Promenade du Val                                        | XIIIe siècle                        |             | |       |
| 7      | Tour des Prisonniers               | Promenade du Val                                        | XIIIe siècle                        |             | |       |
| 8      | Emplacement Porte d'En-Haut        | Rue Notre-Dame, rue de la Bridole, promenade du Val     | XIIIe siècle-XVe siècle             | 1834        | Matérialisation au sol des deux tours qui constituaient la porte d'En-Haut                                                                                |       |
| 9      | Tour de la Bridole                 | Rue de la Bridole, rue de la Borderie                   | XIIIe siècle-XVe siècle-XXIe siècle |             | |       |
| 10     | Demi-tour                          | Rue de la Borderie                                      | XIIIe siècle                        | XIXe siècle | |       |
| 11     | Tour des Claviers                  | Rue de la Borderie                                      | XIIIe siècle                        |             | Tour visible derrière une vitrine où reposent les fondations de l'immeuble construit en 1987.                                                             |       |
| 12     | Tour Sévigné                       | Rue de la Borderie                                      | XIIIe siècle                        | XIXe siècle | Emplacement de l'ancienne tour Sévigné où se trouve l'hôtel Sévigné-Nétumières.                                                                           |       |
| 13     | Emplacement Porte Gâtesel          | Place du Général de Gaulle, rue Garengeot               | XIIIe siècle-XVe siècle             | 1838        | |       |
| 14     | Tour de Beaucé                     | Place Saint-Yves, rue Beaudrairie                       | XIIIe siècle-XVe siècle             | XIXe siècle | |       |
| 15     | Porte d'Embas                      | Place Saint-Yves, rue d'Embas                           | XIIIe siècle-XVe siècle-XIXe siècle | 1846        | Tour sud remaniée au XIXe siècle et rempart du XIIIe siècle à droite sur la photo.                                                                        |       |
| 16     | Barbacane                          | Place Saint-Yves, rue d'Embas                           | XIIIe siècle-XVe siècle             | 1846        | Au sol, au premier plan de la photo, l'on distingue la matérialisation de la barbacane disparue .                                                         |       |
| 17     | Contrescarpe                       | Rue Rallon                                              | XIIIe siècle                        |             | Subsiste une contrescarpe le long des remparts Est sur la promenade du Val. Celle de la rue de la Borderie est de la roche lors du creusement des fossés. |       |
| 18     | Barbacane de la porte d'En-Haut    | Entre la rue de la Bridole et la place de la République | XVe siècle                          | XIXe siècle | |       |
| 19     | Éperon                             | Promenade du Val-Rue de l'Éperon                        | Fin du XVe siècle                   |             | |       |
| 20     | Éperon                             | Rue Ducoudray, rue Neuve                                | Fin du XVe siècle                   |             | |       |